# The Merry Wives of Windsor (film 1910)
The Merry Wives of Windsor è un cortometraggio muto del 1910 diretto da Francis Boggs che aveva come interpreti Kathlyn Williams e Margarita Fischer.

## Produzione
Il film fu prodotto dalla Selig Polyscope Company.

## Distribuzione
Distribuito dalla General Film Company, il film - un cortometraggio in una bobina - uscì nelle sale cinematografiche statunitensi il 24 novembre 1910.

### Conservazione
Copia della pellicola viene conservata negli archivi della Library of Congress di Washington.